# Luft
Para outros significados, veja Luft (desambiguação)
Luft (do germânico, ar), no enxadrismo, é uma expressão que indica um lance feito para dar uma casa de saída ao Rei encastelado, evitando um possível mate de corredor. Normalmente o luft é executado com o avanço de um dos peões do roque para a terceira fileira.